# Bosten
Bosten (kinesiska: 博斯騰湖, pinyin: Bósīténg Hú) är en sjö på Tianshans sydsida i den autonoma regionen Xinjiang i västra Kina. Sjön har en yta på cirka 1 000 km² och dess största djup är 17 meter. Den ligger 1 040 meter över havet och tar emot tillflödet från Kaidufloden, tillsammans avrinner de båda genom floden Konqi He mot Lop Nor. Runt den norra stranden finns goda betesmarker och oaskultur.